# San Pietro a Majella
San Pietro a Majella je crkva u Napulju, južna Italija. Izraz se također može odnositi na susjedni napuljski glazbeni konzervatorij, koji se nalazi u prostorijama samostana koji je s crkvom činio jedan kompleks.
Crkva stoji na zapadnom kraju Via dei Tribunali, jedne od tri paralelne ulice koje definiraju mrežu povijesnog središta Napulja; crkva se smatra jednim od najznačajnijih primjera anžuvinske arhitekture u Napulju, a izgrađena je po želji Giovannija Pipina da Barletta, jednog od vitezova Karla II. Anžuvinskog i odgovornog za uništenje posljednje saracenske kolonije na južnom poluotoku, u Luceri.
San Pietro a Majella sagrađen je početkom 14. stoljeća u stilu Gotico Angioiano, a nazvan je i posvećen Pietru Angeleri da Moroneu, redovniku pustinjaku iz Maielle (blizu Sulmone), koji je 1294. postao papa Celestin V. Bio je utemeljitelj celestinskog monaškog reda, koji je zauzeo crkvu do 1799., kada je Napuljska Republika potisnula samostane. Nakon obnove monarhije, samostan je ponovno otvoren, ali je 1826. pretvoren u Konzervatorij San Pietro a Maiella, funkciju koju zadržava. Crkva je obnovljena 1930-ih i ostaje otvorena i aktivna bogomolja.
Kao što je bio slučaj s većinom anžuvinske arhitekture u Napulju, San Pietro a Majella Španjolci su je u 17. stoljeću preobrazili u stilu baroka. Restauracija u 20. stoljeću pokušala je to "poništiti" i vratiti zgradu u izvorni gotički izgled.

## Interijer
Unutrašnjost ima tri lađe, odvojene stupovima koji podupiru gotičke lukove, s devet bočnih kapela, plus četiri sa svake strane kora, i transeptom. Grobnica Giovannija Pipina da Barletta iz 14. stoljeća, arhitekta crkve, nalazi se na kontrafasadi. Grobnicu je dizajnirao Giovanni Barrile, a grobnice članova obitelji Petra napuljski kipar Lorenzo Vaccaro.
Glavni oltar dovršen je u sedamnaestom stoljeću, izgradili su ga Cosimo Fanzago, te Pietro i Bartolomeo Ghetti, ukrašen je velikim vazama i svijećnjacima u srebru, a prethodi mu balustrada prekrivena polikromiranim mramorom. Na njemu stoji drveno raspelo iz 15. stoljeća, a iza su freske iz 17. stoljeća i skulpture iz 16. stoljeća.
Na stropu lađe s ladicama i transeptu nalaze se slike Mattie Pretija koje prikazuju epizode iz života svetog Petra Celestina i svete Katarine Aleksandrijske (1657. – 59.).
Radovi na naosu, počevši od ulaza, su:
1. U pratnji Karla II. Anžuvinca s križem, sveti Petar Celestin pustinjak postaje papa
2. Sveti Petar Celestin u molitvi u crkvi Maiella
3. Slava svetog Petra Celestina u papinskom ruhu, u pratnji svetog Benedikta
4. Sveti Petar Celestin u molitvi u crkvi Maiella, trpi iskušenje
5. Svetac s tijarom u ruci, u činu velikog odbijanja

Radovi transepta, slijeva nadesno, su:
1. Sveta Katarina brani svoju vjeru u sporu sa sofistima
2. Razvija stigme u zatvoru uz pomoć anđela
3. Odrubljivanje svečeve glave pred tiraninom Maksencijem
4. Mistična ženidba svete Katarine
5. Beživotno svečevo tijelo, posuto ružama, anđeli odnose na nebo

## Kapele
- Prva kapela slijeva: nalazi se slika Niccoloa Rossija koja prikazuje biskupa San Biagia; kapela ima majolike pločice s dizajnom tipičnim za Aragon.
- Druga kapela lijevo: Ovo je kapela obitelji Spinelli-Raetano s dva nadgrobna spomenika obitelji od kojih onaj na lijevom zidu karakterizira poprsje iz rimskog razdoblja s prikazom Trajana. Uznesenje Djevice (1705.) naslikao Giacomo del Po.
- Treća kapela lijevo: Omogućuje ulaz ili izlaz na Piazza Luigi Miraglia kroz luku smještenu ispod zvonika.
- Četvrta kapela slijeva: U njoj se nalaze tri grobnice, od kojih se čini da je jedna grobnica filozofa, liječnika i znanstvenika Leonarda Di Capue . Kapelu također karakteriziraju ukrasi u mramoru i Raspeće Domenica Viole.
- Peta kapela lijevo: Kapela je posvećena obitelji Colonna-Zagarolo. Sadrži tri slike Francesca De Mure : Propovijedanje Santoronza (oltar), Krštenje sv. Horacija (lijevi zid) i Mučeništvo sv. Horacija (desni zid).
- Transept - lijeva apsida: Posvećena obitelji Petra, kapela sadrži u dva bočna zida nadgrobne spomenike Domenica i Vincenza Petra, nadbiskupa Damaska, kardinala i člana Svete kongregacije za širenje vjere, oba djela Lorenzo Vaccaro. Osim popločanog poda, gdje se nalaze dva nadgrobna spomenika, jedan iz 1739. Isabelli Altemps, supruzi vojvode od Gallesea, Nikole Petra, kapelu karakterizira i freska koja prikazuje Madonnu del Soccorso.
- Transept - drugi lijevo od kapele apside (kapela Pipin): Pod je od pločica od majolike i obilježen je spomenikom Paula Salbane i Giottesque freskama koje prikazuju "Priče o Mariji Magdaleni". Autor fresaka iz Bologne identificiran je s anonimnim "majstorom Johnom Barrileom" koji je djelovao u Napulju i djelovao u kapeli Barrile San Lorenzo Maggiore. Ciklus fresaka je možda nastao prije 1356., godine kada je Giovanni Pepino, kupac, umro.

- Transept s desne strane apside: Sadrži djela Giovannija da Nole i Onofrija De Lea. Od prve je oltar s polaganjem (slika) i skulptura sv. Sebastijana. Druga su dvije slike, San Cristoforo da Padua s hostijom (1643.) i San Francesco di Paola ispred aragonskih kraljeva koji razbijaju novčić iz kojeg isijava krv, te druge slike koje prikazuju Madonu, San Domenica, Ivana Krstitelja i svetog Franje.

- Transept desno od kapele apside (kapela Lionella): ima ciklus fresaka koje datiraju s prikazom Priča o sv. Martinu (1355.-1360.). U kapeli se nalaze i skulpture u mramoru, koje predstavljaju dva kraka od kojih je jedan krak obitelji Lionella, a drugi krak obitelji Petra (čija se kapelica nalazi unutar crkve, lijevo od apside), s prikazom lava koji bjesomučno drži kamen u ruci. jednu šapu i odsječenu glavu u drugoj.
- Prva kapela desno: Tu je grobnica obitelji Stinga.
- Druga kapela desno: Girolamo Cenatiempo prikazuje sliku svetog Benedikta kako se oprašta od svete Skolastike.
- Treća kapela desno: Kapela je teško oštećena tijekom Drugog svjetskog rata i sadrži oltar i sliku Sedam svetih utemeljitelja servitskog reda (1892.). Obje potječu iz uništene crkve svetog Tome Akvinskog.
- Četvrta kapela desno: (Kapela sv. Petra): Na prednjoj strani je slika Massima Stanzionea, Gospa se ukazuje svetom Petru Celestinu, dok su sa strane dvije slike Cenatiempa: s desne strane, Rođenje svetog Petra C., a lijevo Smrt svetog Petra Celestina (1711.). Konačno, u svodu i lunetama, također od Cenatiempa, nalaze se Apoteoza sv. Petra Celestina i alegorijske figure.
- Peta kapela desno: Vjenčanje svete Katarine od Cenatiempa i San svete Katarine od Nicole Malinconica.